# Marko Regža
Marko Regža (ur. 20 stycznia 1999 w Rydze) – łotewski piłkarz grający na pozycji napastnika w łotewskim klubie Riga FC oraz w reprezentancji Łotwy.

## Kariera klubowa
Regža rozpoczął swoją karierę młodzieżową w SK Babīte. W wieku 11 lat wraz z rodziną przeniósł się do Niemiec, aby wstąpić do akademii Fortuny w Düsseldorfie. Później przeniósł się do Schalke 04. Pozostał w klubie do 15 roku życia, kiedy to został zmuszony do powrotu na Łotwę z powodu kontuzji. Następnie dołączył do RFS Virslīga, ale ponownie miał problemy z kontuzjami. Ostatecznie podpisał kontrakt z Riga FC do 31 grudnia 2025 roku. Regža miała przełomowy sezon 2023 i w pewnym momencie zajmował drugie miejsce w ligowej tabeli strzelców z jedenastoma bramkami w dziewiętnastu meczach. Ostatecznie został królem strzelców ligi z 19 bramkami w 34 meczach.